# 海老津駅
海老津駅（えびつえき）は、福岡県遠賀郡岡垣町海老津駅前にある、九州旅客鉄道（JR九州）鹿児島本線の駅である。駅番号はJA16。
岡垣町唯一の駅である。

## 歴史

### 年表
- 1910年（明治43年）2月6日：鉄道院が開設[2]。
- 1956年（昭和31年）12月：海老津炭鉱が閉山し[3]、駅にある炭鉱の設備及び運炭線が廃止。
- 1961年（昭和36年）10月1日：貨物の取り扱いを廃止[4]。
- 1985年（昭和60年）3月14日：荷物扱い廃止[4]。
- 1987年（昭和62年）4月1日：国鉄分割民営化により九州旅客鉄道が継承[5]。
- 1988年（昭和63年）12月6日：新駅舎と駅前広場、国道3号と接続する道路・駅前線の供用を開始し、駅前広場に路線バスが乗り入れ[6]。
- 2000年（平成12年）7月25日：自動改札機を設置し、供用開始[7]。
- 2009年（平成21年）3月1日：ICカード「SUGOCA」の利用が可能となる[8]。
- 2015年（平成27年）4月1日：JR九州鉄道営業が駅業務を行う業務委託駅となる[9]。
- 2016年（平成28年）12月17日：駅南北を結ぶ自由通路と駅南口ロータリーの供用が開始される[10]。
- 2022年（令和4年）3月12日：みどりの窓口の営業時間が短縮され、7時30分から19時までの営業となる。
- 2023年（令和5年）10月1日：再び直営駅となる[11]。
- 2025年（令和7年）3月15日：全ての快速が停車するようになる[12]。

### 駅名の由来
開業時の地名（遠賀郡岡垣村字海老津）が由来。
「海老津」の「海老」は「曲がりくねった台地」、「津」は「港」を意味し、この地が曲線系の台地に設けられた川港の町であったことを表している。
岡垣町の前身であった岡垣村は1907年に岡県村と矢矧村が合併して出来た村だが、矢矧村は村の名前を残せなかったため、当時の遠賀郡長は矢矧村の住民に配慮するためにあえて駅名を「岡垣」にはせずに矢矧村の中心地だった「海老津」を駅名にしたという。遠賀郡合併案が提出された時には海老津駅を西遠賀駅に改名する案もあったという。

## 駅構造
単式ホーム1面1線と島式ホーム1面2線、計2面3線の設備を有する築堤上の高架駅である。駅舎は単式ホーム寄り（駅北側）に設けられている。
金比羅山の中腹に立地しており、初代の駅舎と駅前広場は市街地から13mの高さがあった。この初代駅舎は、駅前広場が約600m2と狭くてバスが乗り入れられず、バス停が離れていたため、広場や国道からの取り付け道路の拡張整備を行うことになり、1988年（昭和63年）12月6日から新駅舎と新駅前広場と取り付け道路の供用が開始された。
新駅舎は鉄骨平屋建てで、改良整備の際に駅前広場の拡張部分の嵩上げを約7mとしたため、約6m掘り下げられた位置に建設された。
しかし、駅のプラットホームは従来のままであったことから、駅舎とホームを地下道で連絡することになった。（かつては跨線橋であった。）
駅舎と反対側の駅南側から駅舎へ直接出入りすることはできないが、2016年12月17日より、駅舎横と駅南側を結ぶ自由通路と、駅南口ロータリーの供用が開始された。
直営駅で、自動改札機およびみどりの窓口が設置されている。2015年4月1日から2023年9月30日まではJR九州サービスサポートが駅業務を受託する業務委託駅であった。
駅構内にトイレはなく、駅舎を出て東側にある公衆トイレが最寄となる。
駅舎内（改札外西側）ではトランドールが営業していたが2017年8月に閉店、同店舗跡地に同年11月、ファミリーマートJR海老津駅が開業した。

### のりば
| 番線 | 路線       | 方向 | 行先                              | 備考                        |
| ---- | ---------- | ---- | --------------------------------- | --------------------------- |
| 1・2 | 鹿児島本線 | 上り | 折尾・黒崎・門司港方面 / 下関方面 | 2番のりばは上下共用の待避線 |
| 2・3 | 鹿児島本線 | 下り | 福間・博多・久留米方面            | 2番のりばは上下共用の待避線 |

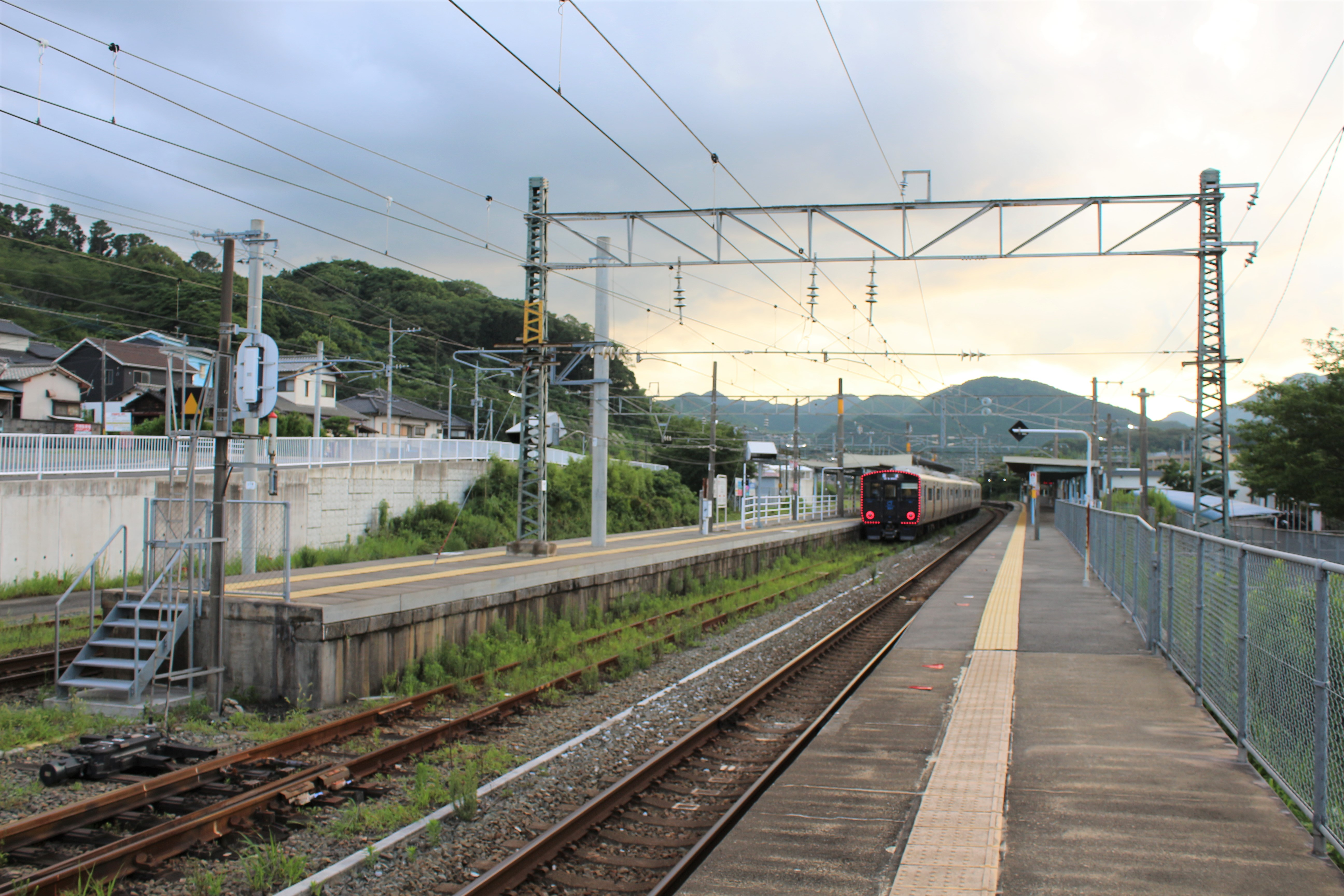
ホーム（2020年7月）

## 停車列車
普通・区間快速・快速の全列車が停車する。博多側・小倉側双方から当駅発着の列車が設定されている。
1980年10月1日改正以前は全ての快速（初代）が停車していたが、同改正で特別快速が廃止され快速に統合された際、快速停車駅から外された。その後、2003年のダイヤ改正時に朝夕の一部の快速が停車するようになったのちほとんどの快速が停車するようになり、2025年3月のダイヤ改正により全ての快速電車が停車するようになった。なお、2025年3月のダイヤ改正直前の快速のうち当駅を通過していたのは夕方の下り1本と朝の上り3本のみである。

## 利用状況
開業初日の利用者は3人であったが、昭和30年代には毎年対前年比で約10%の利用者増加が続き、1964年（昭和39年）度には一日平均乗降人員約6,200人と増加した。各年度の利用者数は下表のとおりである。
- 2014年度の1日平均乗降人員は7,903人である[20]。
- 2023年度の1日平均乗車人員は3,207人であり、JR九州の駅としては第58位である[21]。

| 利用者数推移       | 利用者数推移 | 利用者数推移     | 利用者数推移     |
| 年度               | 年間利用者数 | 一日平均利用者数 | 一日平均乗車人員 |
| ------------------ | ------------ | ---------------- | ---------------- |
| 1957年（昭和32年） |              |                  | 2,153            |
| -                  |              |                  |                  |
| 1987年（昭和62年） |              |                  | 5,534            |
| 1988年（昭和63年） |              |                  | 5,581            |
| 1989年（平成元年） |              |                  | 5,638            |
| 1990年（平成2年）  |              |                  | 5,694            |
| 2000年（平成12年） | 3,585,151    |                  |                  |
| 2001年（平成13年） | 3,464,161    |                  |                  |
| 2002年（平成14年） | 3,319,281    |                  |                  |
| 2003年（平成15年） | 3,294,863    |                  |                  |
| 2004年（平成16年） | 3,238,639    |                  |                  |
| 2005年（平成17年） | 3,231,182    |                  |                  |
| 2006年（平成18年） | 3,214,429    |                  |                  |
| 2007年（平成19年） | 3,164,200    |                  |                  |
| 2008年（平成20年） | 3,098,643    | 8,489            |                  |
| 2009年（平成21年） | 3,038,937    | 8,326            |                  |
| 2010年（平成22年） | 3,010,146    | 8,247            |                  |
| 2011年（平成23年） | 3,043,608    | 8,316            |                  |
| 2012年（平成24年） | 3,023,274    | 8,283            |                  |
| 2013年（平成25年） | 3,059,629    | 8,383            |                  |
| 2014年（平成26年） | 2,884,728    | 7,903            |                  |
| 2015年（平成27年） |              |                  |                  |
| 2016年（平成28年） |              |                  | 3,963            |
| 2017年（平成29年） |              |                  | 3,875            |
| 2018年（平成30年） |              |                  | 3,815            |
| 2019年（令和元年） |              |                  | 3,667            |
| 2020年（令和2年）  |              |                  | 2,842            |
| 2021年（令和3年）  |              |                  | 3,036            |
| 2022年（令和4年）  |              |                  | 3,178            |
| 2023年（令和5年）  |              |                  | 3,207            |

## 駅周辺

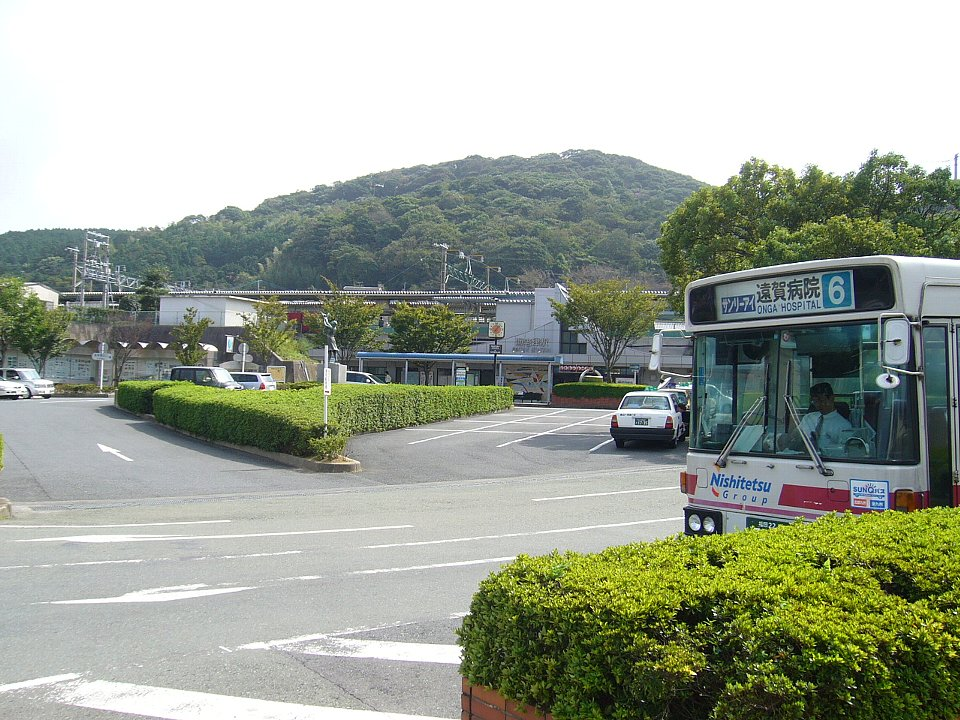
駅舎遠景と駅前（2006年10月）

- 岡垣町役場 情報プラザ 人の駅・東部出張所
- ビジネスホテル吉野屋
- 岡垣郵便局
- 海老津ショッピングセンター - 1977年（昭和52年）9月に寿屋を核店舗として35店舗の専門店街を併設した大型商業施設として開業した[25]。現在も建物が残るが店舗はなく岡垣町地域交流センターや医院、デイサービスセンターなどが入居している。
- 西日本シティ銀行海老津支店 - 西日本相互銀行として1977年（昭和52年）に出店した[26]。
- 福岡銀行岡垣支店
- ファッションセンターしまむら岡垣店
- 岡垣町民体育館
- 東部公民館
- 新海老津区公民館
- 九州電力海老津変電所
- 岡垣サンリーアイ
- 三里松原
- 波津海水浴場
- 福岡県道218号海老津停車場線
- 福岡県道87号岡垣宮田線 - 九州鉄道時代は現在のルートではなく、この道路の一部と町道のルートで鉄道は走っていた。ただし海老津駅の営業開始よりも前である。
- 福岡県道287号岡垣宗像線 - 九州鉄道時代の旧線の用地の一部（海老津赤煉瓦アーチ付近まで）がこの県道に転用されている。
- 福岡県道288号原海老津線

## バス路線

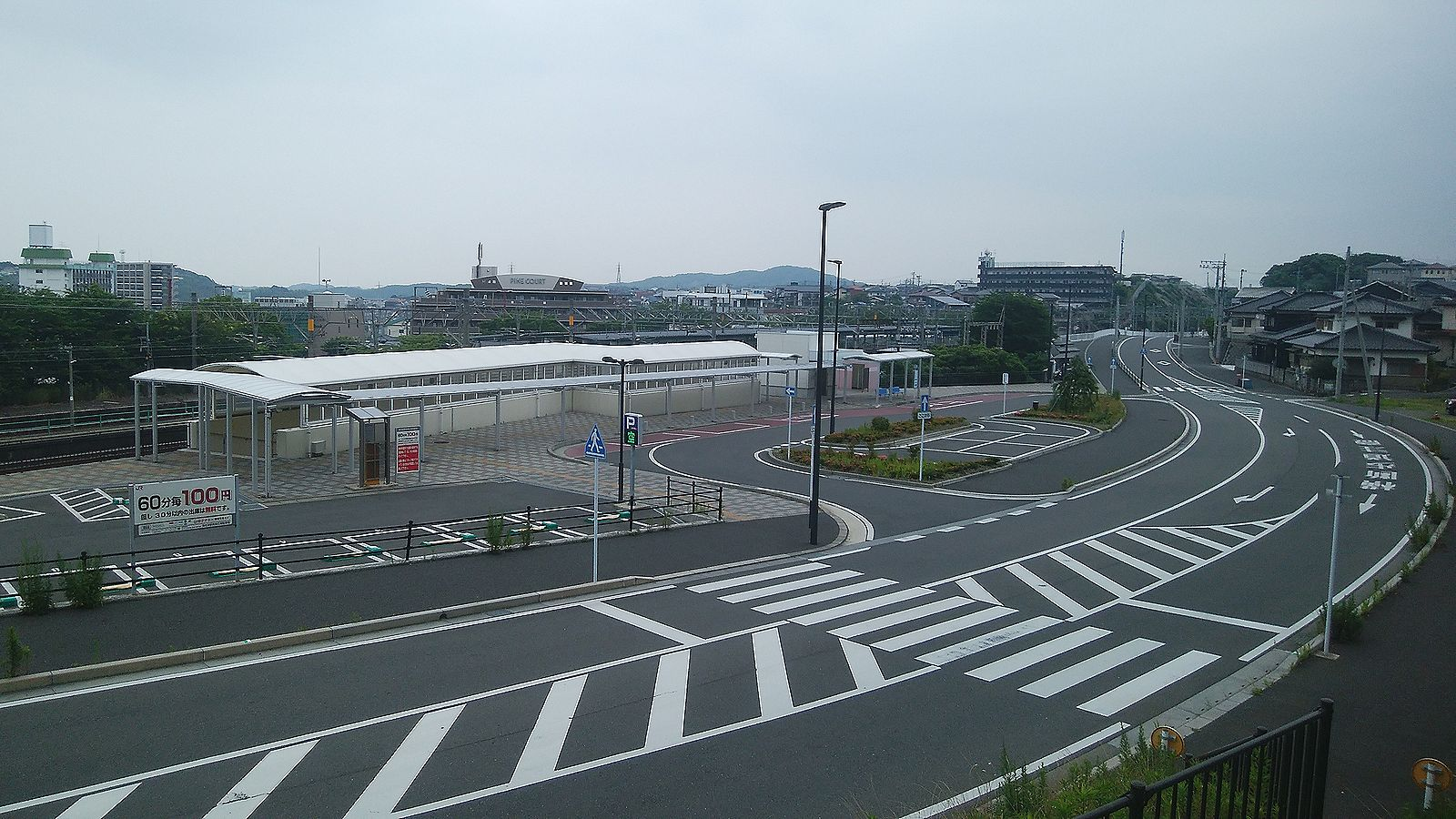
南口ロータリー（2022年7月）

駅前ロータリーに西鉄バスと岡垣町コミュニティバス（通称ふれあい）が発着する無人の停留所が設置されている。駅の建て替えにより駅への車の乗り入れができるようになったため駅前に停留所が設けられた。かつては当駅の約400 m北側、福岡県道287号岡垣宗像線沿いにあった海老津バスセンターより西鉄バスが発着していた。海老津バスセンターの跡は「海老津」停留所となり待合室や折返場が残る。現在の停留所からは天神、黒崎行きの急行バスも発着していたが現在は廃止されている。
- 西鉄バス「JR海老津駅」停留所 - すべて西鉄バス宗像が運行
  - 7：サンリーアイ・松ケ台・旭東方面（両方向に循環）
  - 20：赤間営業所
- 岡垣町コミュニティバス「海老津駅（北口）」停留所 - 全路線が発着、西部遠賀交通が運行
  - 糠塚・元松原循環線：サンリーアイ・中央公民館・糠塚・イオン岡垣方面（両方向に循環）
  - 海老津駅南・龍王団地線：サンリーアイ・中央公民館・戸切・おんが病院・イオン岡垣方面
  - 高陽団地循環線：高陽団地方面（両方向に循環）
  - サンリーアイ - いこいの里 - おかがき病院 - 波津
  - 松ケ台方面

南口ロータリーにもバス停留所が設置されたが、コミュニティバス海老津駅南・龍王団地線のみ停車する。
海老津バスセンターを始発・終着とする路線は現在存在しないが、松ケ台方面の路線とコミュニティバス糠塚・元松原循環線の経由地となっており、いずれもバスセンター敷地内に乗り入れて停車する。芦屋競艇場の無料バス（古賀 - 競艇場）は海老津駅前ではなく海老津バスセンターに停車する。海老津バスセンターの待合室は現在でも利用可能である。

## 隣の駅
九州旅客鉄道（JR九州）
 鹿児島本線
■快速・■区間快速（速達列車）
折尾駅 (JA19) - 海老津駅 (JA16) - 赤間駅 (JA14)
■区間快速（福間駅まで各駅に停車する列車）・■普通
遠賀川駅 (JA17) - 海老津駅 (JA16) - 教育大前駅 (JA15)